# IRT Third Avenue Line

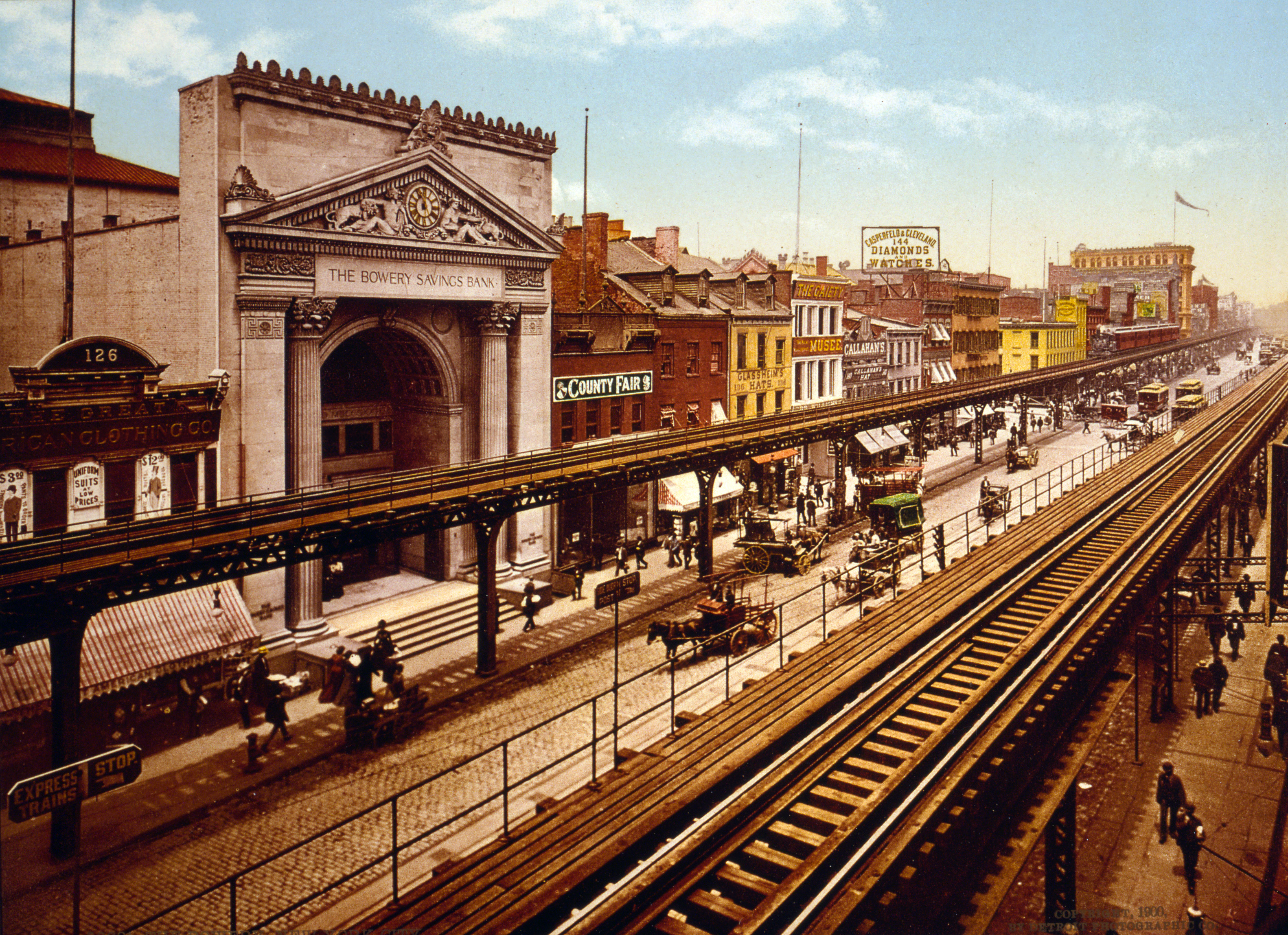
Vue de la ligne à Bowery dans les années 1890.

L'IRT Third Avenue Line ou Third Avenue Elevated (parfois abrégé en Third Avenue El) était une ligne de métro aérienne de l'arrondissement de Manhattan, à New York. Le projet initial de la ligne fut développé par la New York Elevated Railroad Company, qui gérait également l'IRT Ninth Avenue Line, et qui fut rattachée à la Manhattan Railway Company le 20 mai 1879. Ce n'est que lorsque l'Interborough Rapid Transit Company (IRT) prit à bail le contrôle du réseau du Manhattan Railway le 1er avril 1903 que la ligne prit son nom définitif. Après une baisse progressive des dessertes entre le début des années 1950 et 1955, les derniers métros de la ligne circulèrent dans le Bronx, en 1973.
À la suite du démantèlement du Second Avenue El (1942), de la Sixth Avenue Line (1938) et du Ninth Avenue El (1940), le Third  Avenue constitua la dernière ligne complètement aérienne en opération dans Manhattan.